# Адріан Калельйо
Адріан Калельйо (ісп. Adrián Calello, нар. 14 травня 1987, Кільмес) — аргентинський футболіст, півзахисник клубу «Динамо» (Загреб).
Також відомий виступами за клуб «Індепендьєнте» (Авельянеда).
Чотириразовий чемпіон Хорватії. Триразовий володар Кубка Хорватії.

## Ігрова кар'єра
Народився 14 травня 1987 року в місті Кільмес. Вихованець футбольної школи клубу «Індепендьєнте» (Авельянеда). Дорослу футбольну кар'єру розпочав 2006 року в основній команді того ж клубу, в якій провів два сезони, взявши участь у 51 матчі чемпіонату. Більшість часу, проведеного у складі «Індепендьєнте», був основним гравцем команди.
До складу клубу «Динамо» (Загреб) приєднався 2008 року. Наразі встиг відіграти за «динамівців» 72 матчі в національному чемпіонаті.

## Титули і досягнення
- Чемпіон Хорватії (4):

«Динамо» (Загреб):  2008–09, 2009–10, 2010–11, 2011–12
- Володар Кубка Хорватії (3):

«Динамо» (Загреб):  2008-09, 2010-11, 2011-12
- Володар Суперкубка Хорватії (1):

«Динамо» (Загреб): 2010